# Villadose
Villadose – miejscowość i gmina we Włoszech, w regionie Wenecja Euganejska, w prowincji Rovigo.
Według danych na rok 2004 gminę zamieszkuje 5248 osób, 164 os./km².